# Liste der höchsten Hotels der Welt
In der folgenden Liste der höchsten Hotels der Welt werden alle Hotels der Welt höher als 300 Meter aufgelistet, sortiert nach ihrer Höhe. Der Trend des Hotelhochhauses ist ein in jüngerer Vergangenheit neu aufgekommenes Modell, daher sind auch manche dieser Gebäude der Liste derzeit im Bau. Das Council on Tall Building and Urban Habitat (CTBUH) definiert ein Gebäude als Hotel, wenn 85 Prozent oder mehr der gesamten Nutzfläche für ein Hotel in Anspruch genommen werden. Seit dem Jahr 2017 ist das Gevora Hotel in Dubai mit einer Höhe von 358 Metern das höchste Hotel der Welt. Außergewöhnlich viele hohe Hotelgebäude befinden sich in Dubai oder sind in der übrigen arabischen Welt angesiedelt, während auf Asien und Nordamerika nur weniger dieser Bauten mit reiner Hotelnutzung entfallen.
Die Liste beinhaltet alle Gebäude über 300 Meter Höhe.

## Tabellarische Aufstellung der höchsten Hotelgebäude der Erde
| Nr. | Name                               | Stadt        | Land                         | Höhe  | Etagen | Status           | Baujahr |
| --- | ---------------------------------- | ------------ | ---------------------------- | ----- | ------ | ---------------- | ------- |
| 1   | Gevora Hotel                       | Dubai        | Vereinigte Arabische Emirate | 358 m | 75     | Bestehend        | 2018    |
| 2   | JW Marriott Marquis Hotel Dubai 1  | Dubai        | Vereinigte Arabische Emirate | 355 m | 77     | Bestehend        | 2012    |
| 3   | JW Marriott Marquis Hotel Dubai 2  | Dubai        | Vereinigte Arabische Emirate | 355 m | 77     | Bestehend        | 2012    |
| 4   | Four Seasons Place Kuala Lumpur A1 | Kuala Lumpur | Malaysia                     | 343 m | 65     | Endhöhe erreicht | 2018    |
| 5   | Rose Tower                         | Dubai        | Vereinigte Arabische Emirate | 333 m | 72     | Bestehend        | 2007    |
| 6   | Ryugyŏng-Hotel A2                  | Pjöngjang    | Nordkorea                    | 330 m | 105    | Bau unterbrochen | ?       |
| 7   | Burj al Arab                       | Dubai        | Vereinigte Arabische Emirate | 321 m | 60     | Bestehend        | 1999    |
| 8   | Emirates Hotel Tower               | Dubai        | Vereinigte Arabische Emirate | 309 m | 56     | Bestehend        | 2000    |
| 9   | Baiyoke Tower 2                    | Bangkok      | Thailand                     | 304 m | 85     | Bestehend        | 1997    |
| 10  | Wuxi Maoye City - Marriott Hotel   | Wuxi         | Volksrepublik China          | 304 m | 68     | Bestehend        | 2014    |

JW Marriott Marquis Hotel Dubai (355 m) in Dubai
Der Rose Tower (333 m), Dubai, dritthöchstes Hotel der Welt
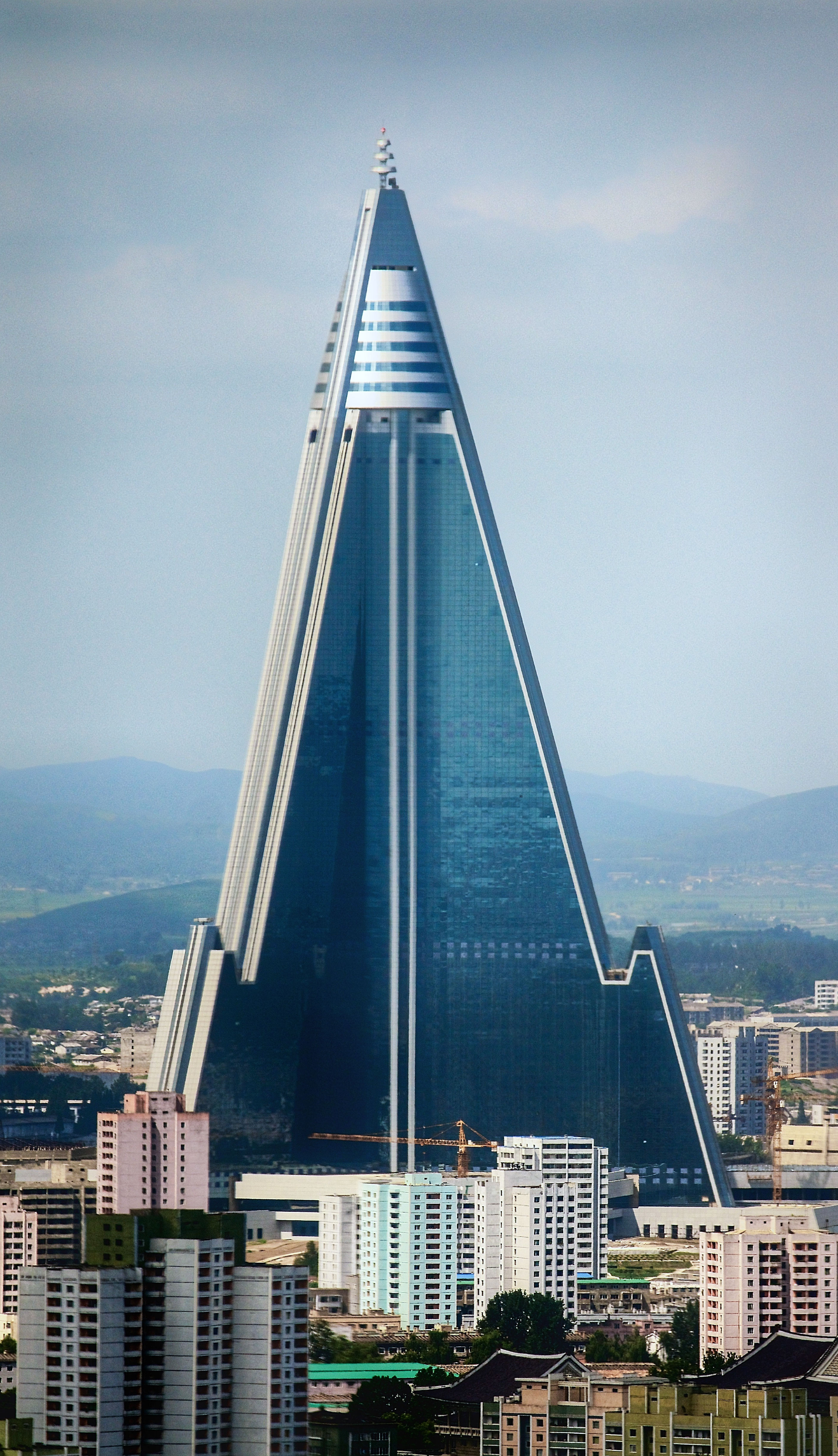
Ryugyong Hotel (330 m) in Nordkorea
Der Burj al Arab (321 m), Dubai
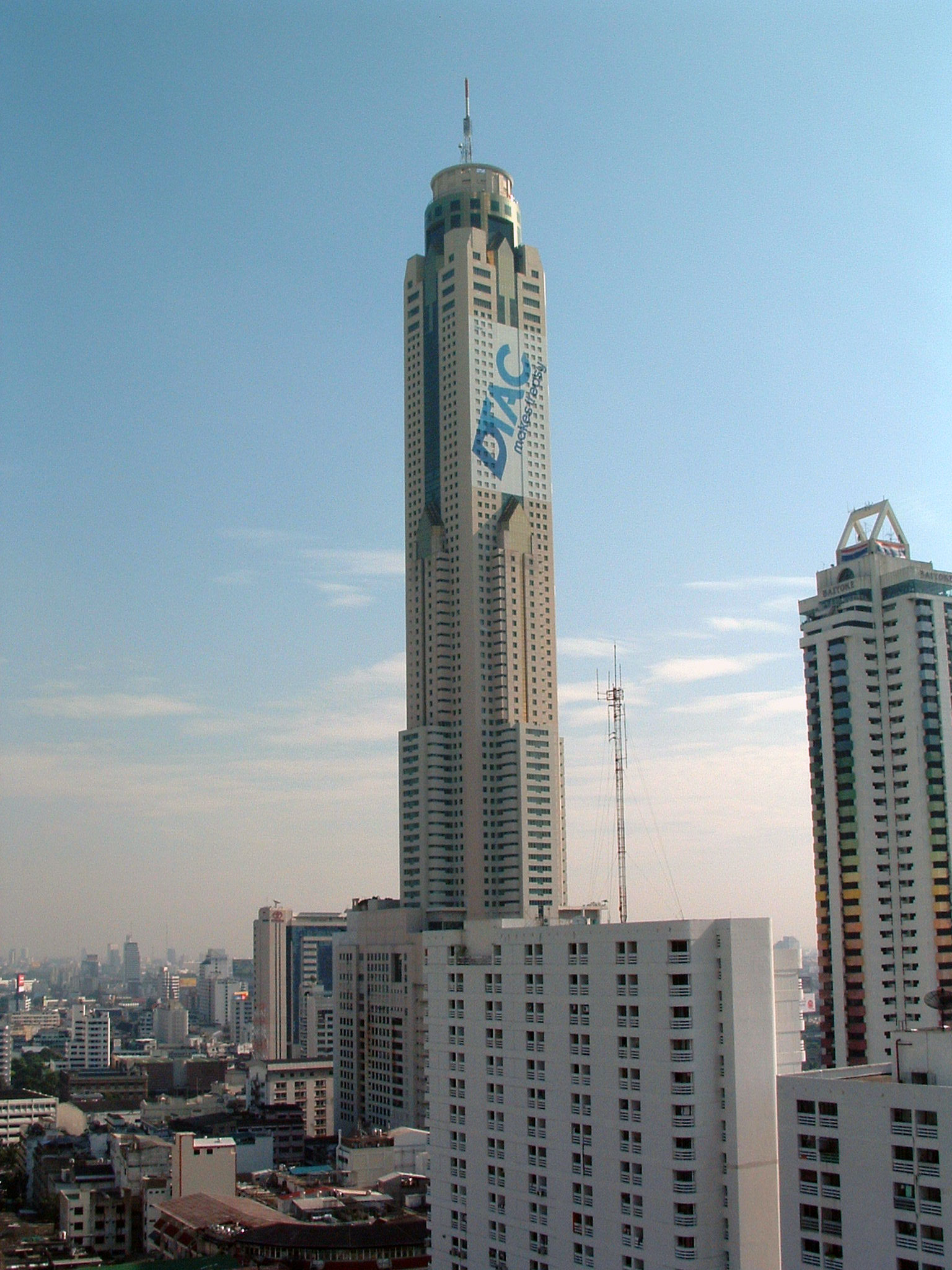
Baiyoke Tower 2 (304 m), dritthöchstes Gebäude in Thailand